# Sohn Kee-chung
| Sohn Kee-chung           | Sohn Kee-chung    |
| Koreanischer Name        | Koreanischer Name |
| ------------------------ | ----------------- |
| Hangeul                  | 손기정            |
| Hanja                    | 孫基禎            |
| Revidierte Romanisierung | Son Gi-jeong      |
| McCune-Reischauer        | Son Kijŏng        |
| Japanischer Name         |                   |
| Kanji                    | 孫基禎            |
| Rōmaji nach Hepburn      | Son Kitei         |
|                          |                   |

Sohn Kee-chung, bekannt unter seinem japanischen Namen Son Kitei (* 29. August 1912 in Shingishū, damaliges Japanisches Kaiserreich, heute Nordkorea; † 15. November 2002 in Daejeon, Südkorea) war 1936 zusammen mit seinem Teamkameraden Nan Shōryū der erste koreastämmige Medaillengewinner bei Olympischen Spielen.

## Leben

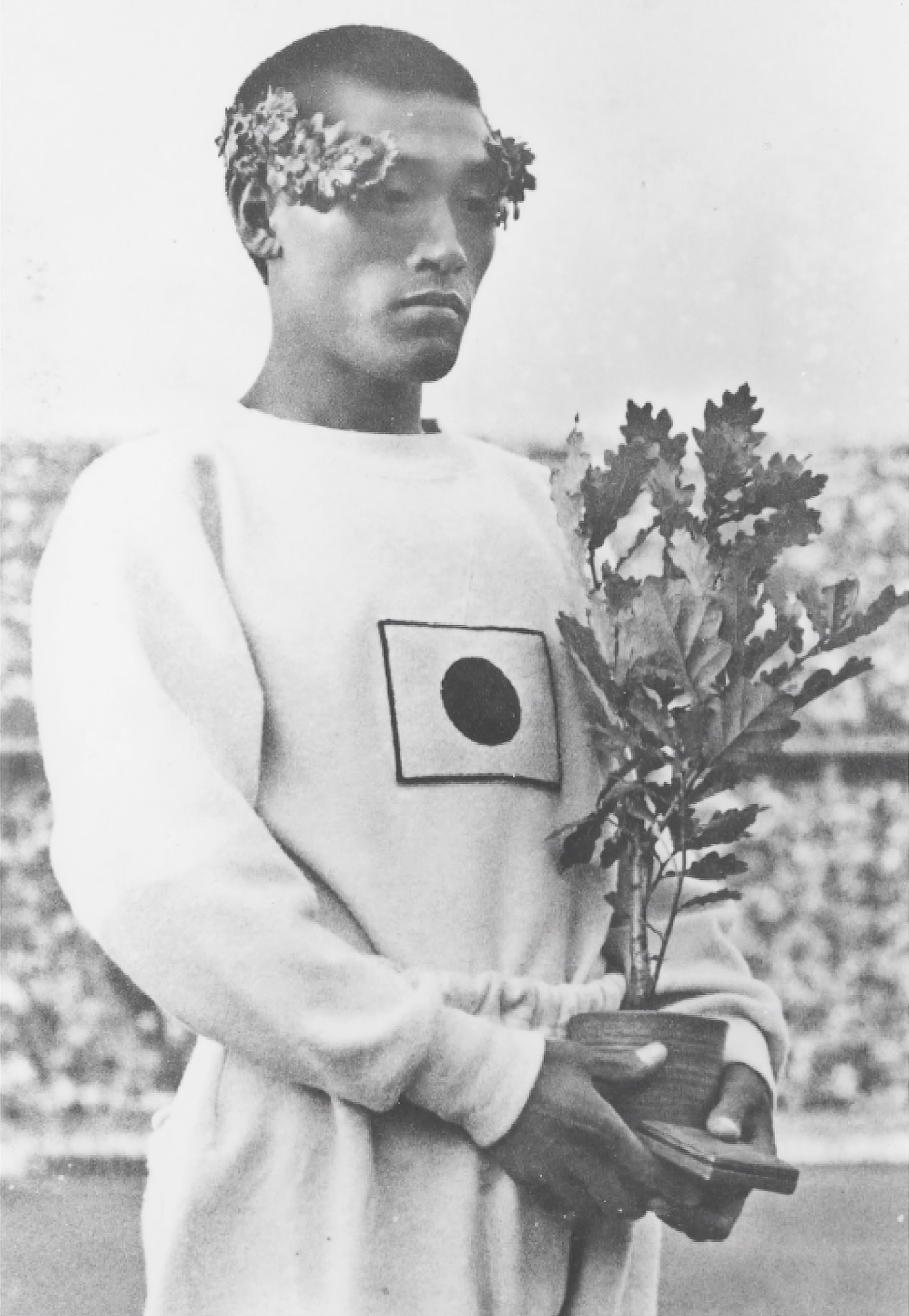
Sohn Kee-chung, Olympische Sommerspiele 1936 in Berlin

Sohn Kee-chung kam in einem kleinen Bergdorf nahe dem Fluss Yalu an der heutigen Grenze zwischen China und Nordkorea zur Welt. Im hügeligen, unwegsamen Gelände entwickelte er sich zu einem talentierten Läufer. Sohn lebte in jener Zeit, als Korea eine Provinz des Japanischen Kaiserreichs mit der japanischen Bezeichnung Chōsen war. Zwar nannten ihn seine Eltern Sohn Kee-chung, aufgrund der Angleichungspolitik der japanischen Regionalregierung war er aber bei öffentlichen Auftritten gezwungen, die japanische Aussprache seiner Kanji/Hanja im Namen (japanisch 孫基禎, Son Kitei) anzunehmen. Er erhielt seine Ausbildung an der Yangjung Oberschule und an der Meiji-Universität. 1935 lief er in Tokio mit 2:26:42 einen Weltrekord im Marathon und nahm im darauffolgenden Jahr an den Olympischen Spielen 1936 in Berlin teil. Der patriotische Sohn weigerte sich während der Olympischen Spiele 1936, mit seinem japanischen Namen zu unterschreiben, lief am 9. August 1936 mit 2:29:19,2 h einen neuen olympischen Rekord und wurde mit über zwei Minuten Vorsprung vor dem Briten Ernie Harper Olympiasieger. Hierbei verhielt sich Sohn taktisch klug, indem er den Argentinier Juan Carlos Zabala (Olympiasieger 1932) bis zur Hälfte des Rennens ziehen ließ, bis Sohn das Tempo anzog, Zabala und Harper um mehrere Minuten distanzierte und ungefährdet den Sieg holte. Nach dem Sieg betonte Sohn, dass sein Sieg nicht nur auf körperliche Ausdauer, sondern auch auf mentale Willenskraft zurückzuführen sei: „Der menschliche Körper kann nur zu einem bestimmten Maß etwas leisten. Danach müssen Verstand und Herz übernehmen.“
Als bei der Siegerzeremonie anstatt der ehemaligen koreanischen Flagge die Flagge Japans gehisst wurde, wandten Sohn und sein Landsmann Nam Sung-yong (der unter dem japanisierten Namen „Nan Shōryū“ Bronze gewann) demonstrativ den Blick ab. Diverse Sportjournalisten bezeichneten diesen Anblick als das traurigste Siegerfoto der Olympiageschichte. Sohns Sieg wurde in Chōsen für separatistische Propaganda benutzt, so dass alle Feierlichkeiten zu Ehren der Olympiasieger in Chōsen verboten wurden. Nach seinem Olympiasieg stand Sohn Kee-chung unter ständiger Bewachung und durfte während der japanischen Herrschaft nicht mehr Marathon laufen. Sohn erschien dafür im Film Olympia von Leni Riefenstahl, in dem Harper und er Szenen ihres Marathonlaufs nachstellen ließen.

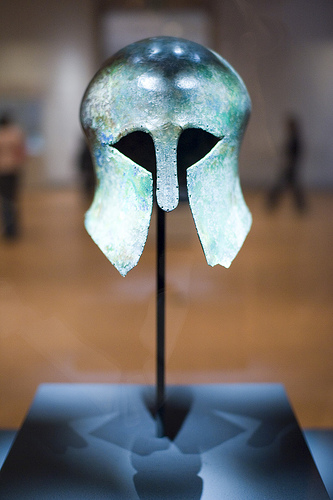
Der korinthische Helm

Der Olympiasieger im Marathonlauf sollte 1936 einen antiken bronzenen Helm korinthischen Stils erhalten, der vermutlich unter Ernst Curtius in Olympia 1875 ausgegraben worden war. Da es den Regeln des IOC widersprach, Sportler mit anderen Gegenständen außer Medaillen auszuzeichnen, wanderte der Helm in ein Berliner Museum, bis fast 50 Jahre später die griechische Tageszeitung Vradini die Geschichte recherchierte und um eine nachträgliche Verleihung an Sohn Kee-chung bat. Dies geschah 1986, ein Jahr später wurde der Helm zum „Koreanischen Nationalschatz Nr. 904“ erklärt und befindet sich seitdem im Koreanischen Nationalmuseum.

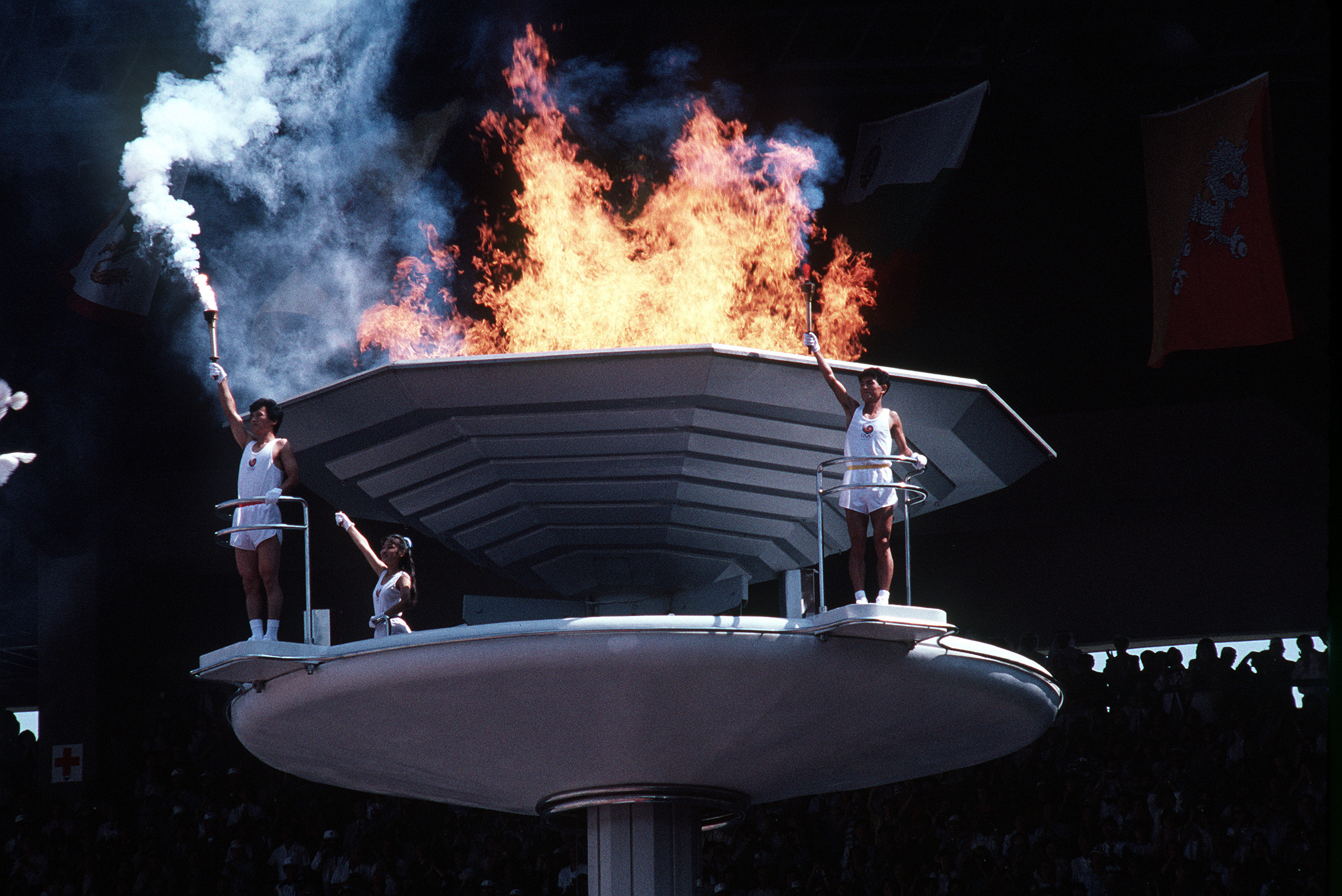
Entzündung des olympischen Feuers bei den Sommerspielen 1988 durch Kim Won-tak, Chong Son-man und Son Mi-jong

Nach seiner Läuferkarriere arbeitete Sohn als Trainer. Unter anderem betreute er Suh Yun-bok, 1947 Gewinner des Boston-Marathons, Ham Kee-yong, 1950 Gewinner des Boston-Marathons und Hwang Young-Cho, bei den Olympischen Spielen 1992 Goldmedaillengewinner im Marathon. Sohn selbst bekam bei den Olympischen Spielen 1948 die Ehre, die Flagge des neugegründeten Staates Südkorea tragen zu dürfen. Schließlich wurde Sohn Vorsitzender des „Koreanischen Sportverbandes“.
Als die Olympischen Spiele 1988 in seinem Heimatland veranstaltet wurden, trug Sohn bei der Eröffnung die olympische Fackel in das Stadion. Hierbei wurde auch die koreanische Schreibweise Sohn Kee-chung verwendet. Das eigentliche Entzünden der olympischen Feuerschale übernahmen Kim Won-tak (Langstreckenläufer), Chong Son-man (Lehrer) und Son Mi-jong (Tanz-Studentin), die zusammen den Himmel, die Erde und die Menschheit symbolisieren sollten.
Seine Memoiren veröffentlichte Sohn in der Autobiografie Mein Vaterland und Marathon (kor. 나의 조국 나의 마라톤). Sohn wurde mit der koreanischen Verdienstmedaille (국민훈장, 國民勛章) ausgezeichnet. Als sein Schüler Hwang 1992 die erste „echte“ Marathon-Goldmedaille für Südkorea gewann, meinte Sohn, endlich in Frieden sterben zu können. Hwang nahm die aufkommende politische Schärfe aus dem Spiel, da er anmerkte, dass seine siegreichen Schuhe aus japanischer Produktion stammten.
Sohn Kee-chung starb am 15. November 2002 im Alter von 90 Jahren an einer Lungenentzündung und wurde auf dem nationalen Ehrenfriedhof Daejeon beigesetzt. Nach seinem Tod verlieh man ihm die Cheongryong-Medaille und den Blauen-Drachen-Orden. Ihm zu Ehren wurde der Sohn Kee-jung-Park geschaffen.
Über die Schreibweise seines Namens gibt es bis heute Unklarheiten. In den Siegertafeln im Olympiastadion Berlin wird als Sieger des Marathonlaufs „Son (Japan)“ angegeben, und auch das IOC leitet seine offizielle Biografie zwar mit dem japanischen Namen Son Kitei bzw. Kitei Son ein, betont aber, dass der Name aufgezwungen war, und nennt ihn sonst durchgängig Sohn Kee-chung.